# Shelby (album)
Shelby è l'album in studio di debutto del rapper statunitense Lil Skies, pubblicato il 1º marzo 2019 per Atlantic Records.

## Tracce
1. I – 3:01
2. Bad Girls (feat. Gucci Mane) – 3:39
3. Breathe – 2:34
4. Nowdays, pt. 2 (feat. Landon Cube) – 3:41
5. Flooded – 1:55
6. Blue Strips – 3:27
7. Stop the Madness (feat. Gunna) – 4:14
8. Ok 4 Now – 2:44
9. When i'm Wasted – 3:21
10. Mansion – 2:33
11. Through the Motions – 3:10
12. Highs and Lows – 2:54
13. Name in the Sand – 2:48
14. No Rainy Days – 2:55